# Wayne Sappleton
Wayne B. Sappleton (Kingston, 17 novembre 1960) è un ex cestista giamaicano, professionista nella NBA.

## Carriera
Venne selezionato dai Golden State Warriors al secondo giro del Draft NBA 1982 (38ª scelta assoluta).